# ZywOo
马蒂厄·埃尔博（法语：Mathieu Herbaut，2000年11月9日—），游戏昵称ZywOo，被称为“天选之子”，法国反恐精英游戏职业选手，现效力于Team Vitality。他被誉为CS系列游戏历史最佳选手之一，曾在2019年、2020年及2023年三次登顶HLTV选手排行榜。

## 獎項
- HLTV年度最佳选手（2019年）[3]
- HLTV年度最佳选手（2020年）[4]
- HLTV年度选手第二（2021年）[6]
- HLTV年度选手第二（2022年）[7]
- HLTV年度最佳选手（2023年）[5]
- HLTV年度选手第三（2024年）[8]
- 26次HLTV MVP[9]